# (2955) Newburn
(2955) Newburn (1982 BX1; 1976 JG3; 1979 FZ1) ist ein ungefähr fünf Kilometer großer Asteroid des inneren Hauptgürtels, der am 30. Januar 1982 vom US-amerikanischen Astronomen Edward L. G. Bowell am Lowell-Observatorium, Anderson Mesa Station (Anderson Mesa) in der Nähe von Flagstaff, Arizona (IAU-Code 688) entdeckt wurde.

## Benennung
(2955) Newburn wurde nach dem Astronomen Ray L. Newburn benannt, der am Jet Propulsion Laboratory arbeitete.